# Pērkonkrusts
Pērkonkrusts (pronunciación en letón: /ˈpæːr.kuɔn.krusts/, «Cruz de Trueno»), fue un partido político letón ultranacionalista, antigermano y antisemita fundado en 1933 por Gustavs Celmiņš, que tomó prestados elementos del nacionalismo alemán, pero que no simpatizaba con el nacionalsocialismo de la época y el fascismo italiano. Fue ilegalizado en 1934, sus líderes arrestados y Celmiņš finalmente acabó exiliado en 1937. Los miembros aún encarcelados fueron perseguidos bajo la primera ocupación soviética; algunos colaboraron con las fuerzas invasoras de la Alemania nazi en la perpetración del Holocausto. Pērkonkrusts continuó existiendo de alguna forma hasta 1944, cuando Celmiņš, que inicialmente había regresado para trabajar en la administración alemana bajo ocupación, fue encarcelado.
Tras la restauración de la independencia de Letonia en 1991, en 1995 se formó un nuevo movimiento nacionalista radical, también llamado Pērkonkrusts. La organización defiende muchos de los mismos valores que su predecesora. Los miembros han participado varias veces en los esfuerzos para bombardear el Monumento a la Victoria del Ejército Soviético, lo que ha llevado al arresto, juicio y encarcelamiento de muchos de sus miembros. Desde alrededor del año 2000, el grupo se ha vuelto casi inactivo.

## Principios e ideología
Pērkonkrusts ha sido categorizado de diversas maneras por los académicos como representantes de la derecha radical, el «nacionalismo activista» (en letón: aktīvais nacionālisms) o el fascismo, siendo este último término el más comúnmente encontrado en la literatura académica. Roger Griffin, un destacado investigador de los estudios fascistas, describe a Pērkonkrusts como una «pequeña pero genuina oposición fascista» que «perseguía una solución revolucionaria a la crisis [económica] y que convertiría a Letonia en un estado autoritario basado en una nueva élite con un nueva economía corporativista», con su política definida por el «nacionalismo integralista». Sobre la base de la definición de fascismo genérico de Griffin, en un artículo de 2015 también se propuso una categorización de Pērkonkrusts como «socialismo nacional antialemán».
Aparte del periódico del partido, Pērkonkrusts (1933-1934), la principal fuente de información sobre la plataforma política de Pērkonkrusts se puede encontrar en el folleto de 1933, Pērkonkrusts: ¿Qué es? ¿Qué quiere? ¿Cómo funciona? (en letón: Kas ir? Ko grib? Kā darbojas? Pērkonkrusts). Esta publicación no solo describió el programa político del movimiento, sino que también incluyó los estatutos completos del partido.
Con su lema «Letonia para los letones - ¡Trabajo y pan para los letones!» (Latviju latviešiem– latviešiem darbu un maizi!), Pērkonkrusts deseaba dejar todo el control político y económico de su país exclusivamente en manos de la etnia letona. Como resultado, el partido rechazó la legislación existente que otorgaba autonomía cultural a las minorías nacionales. Pērkonkrusts dirigió su propaganda contra las minorías que supuestamente se habían apoderado de la economía letona (es decir, los alemanes bálticos, los judíos) y los políticos parlamentarios contemporáneos, a quienes acusó de corrupción.

En una Letonia letona, la cuestión de las minorías no existirá. ... Esto significa que de una vez por todas renunciamos sin reservas al prejuicio liberal burgués sobre la cuestión nacional, renunciamos a las limitaciones históricas, humanistas o de otro tipo en la búsqueda de nuestro único objetivo verdadero: el bien de la nación letona. Nuestro Dios, nuestra fe, el sentido de nuestra vida, nuestro objetivo es la nación letona: quien esté en contra de su bienestar es nuestro enemigo. ...

Suponemos que el único lugar del mundo donde los letones pueden establecerse es Letonia. Otros pueblos tienen sus propios países. ...

En una frase: en Letonia solo habrá letones.
Gustavs Celmiņš, "Una Letonia letona"

Pērkonkrusts rechazó el cristianismo como una influencia extranjera y sugirió adoptar en su lugar Dievturība, que era un intento de revivir una supuesta religión letona precristiana.
A pesar de sus ideales rurales, Pērkonkrusts obtuvo la mayor parte de su apoyo en áreas urbanas como Riga, más específicamente entre los estudiantes de la Universidad de Letonia.

## Símbolos del partido
La «Cruz de Trueno» es uno de los nombres de la esvástica en letón, que se utilizó como símbolo de la organización.
El grupo utilizó una variante del saludo romano o hitleriano, y empleaba como saludo la frase letona Cīņai sveiks («Listo para la batalla» o «Salve a la lucha»).
Según Uldis Krēsliņš, aunque el partido utilizaba tanto la esvástica como el saludo romano, no estaba afiliado al nazismo alemán ni era un imitador del mismo, como fue el caso del Partido Nacionalsocialista Letón Unido (Apvienotā Latvijas nacionālsocialistu partija) encabezado por Jānis Štelmachers.
El uniforme de Pērkonkrusts era una camisa gris y una boina negra.

## Desarrollo previo a la Segunda Guerra Mundial
El grupo fascista Ugunskrusts («Cruz de fuego»), uno de los símbolos étnicos letones y un signo que es una imagen reflejada de la esvástica, fue fundado en Letonia en 1932 por Gustavs Celmiņš, pero pronto fue ilegalizado por el gobierno de Letonia. La antigua organización Ugunskrusts resurgió inmediatamente bajo el nuevo nombre de Pērkonkrusts. Para 1934, se estima que Pērkonkrusts tenía entre 5.000 y 6.000 miembros, aunque la organización sostenía que tenía más.
Kārlis Ulmanis, líder de la nacionalista y conservadora Unión de Agricultores Letones y entonces primer ministro de Letonia, propuso reformas constitucionales en octubre de 1933, que los socialistas temían señalarían más a la izquierda que a la derecha. En noviembre del mismo año, siete diputados comunistas fueron arrestados, mientras que los funcionarios de Pērkonkrusts no sufrieron ninguna represalia. Debido al malestar político, derivado en parte del creciente poder de la derecha, Ulmanis organizó un golpe de Estado incruento en mayo de 1934, prohibiendo no solo el Partido Comunista y los Pērkonkrusts, sino todos los partidos y la Saeima («Parlamento»). Tras el golpe, el líder de Pērkonkrusts, Celmiņš, fue encarcelado durante tres años y luego exiliado de Letonia.
Aunque Pērkonkrusts no existió oficialmente después de 1934, muchos exlíderes y miembros actuaron con cierto grado de unidad en los años siguientes.
A finales de la década de 1930, Celmiņš estableció una «oficina de enlace exterior» de Pērkonkrusts en Helsinki, Finlandia. Durante su exilio itinerante, Celmiņš había establecido contactos personales con los representantes de otras agrupaciones fascistas en Europa, sobre todo Corneliu Codreanu de Rumania.

## Durante la Segunda Guerra Mundial y el Holocausto
Poco después del pacto Ribbentrop-Molotov en 1939, Letonia fue ocupada por la Unión Soviética. Mientras que el régimen soviético liberó a los comunistas encarcelados por Ulmanis con gran ceremonia, los presos políticos de Pērkonkrusts no fueron liberados. En cambio, más miembros de Pērkonkrusts fueron arrestados por las autoridades soviéticas durante 1940-1941, algunos de ellos fueron deportados a Siberia.
Cuando los alemanes invadieron Letonia a finales de junio de 1941, Celmiņš, que se había trasladado a Alemania tras la ocupación de Letonia en 1940, regresó a Letonia como Sonderführer al servicio de la Wehrmacht.
A principios de julio, se permitió brevemente al Pērkonkrusts volver a operar abiertamente. Las autoridades alemanas buscaron activamente a exmiembros de Pērkonkrusts como voluntarios para el Comando Arajs. Sin embargo, según la investigación del historiador Rudīte Vīksne, solo hubo un puñado de miembros de Pērkonkrusts que desempeñaron un papel en el Holocausto en Letonia, sus actividades se centraron más en la propaganda.
Durante las primeras fases del Holocausto en Letonia, Mārtiņš Vagulāns, a quien el historiador Valdis Lumans describe como miembro de Pērkonkrusts, dirigió un escuadrón de la muerte adscrito a la Sicherheitsdienst (SD) en la ciudad de Jelgava.: 243  El historiador Andrievs Ezergailis ha respondido que Vagulāns no era de hecho un miembro de Pērkonkrusts, entre quien y los nazis existía «un muro de sospecha». Ezergailis también argumentó: «No creo que entre los asesinos de judíos hubiera más de diez miembros de Pērkonkrusts, si es que eso. Ellos jugaron un papel más significativo como proveedores de antisemitismo en la prensa nazi».
Las autoridades alemanas prohibieron definitivamente la organización en agosto de 1941. Algunos exmiembros de Pērkonkrusts colaboraron con los alemanes, mientras que otros mantuvieron un sentimiento antialemán y se unieron a esos grupos que se oponían subversivamente a la ocupación alemana.
Celmiņš continuó su colaboración externa con los alemanes con la esperanza de que se crearan formaciones militares letonas considerables. Desde febrero de 1942, dirigió el Comité de Organización de Voluntarios Letones (Latviešu brīvprātīgo organizācijas komiteja), cuya función principal era el reclutamiento de hombres letones para los Batallones Auxiliares de Policía de Letonia, conocidos en alemán como Schutzmannschaften o simplemente Schuma. Aparte de las tareas de combate de primera línea, estos batallones también participaron en las llamadas operaciones antipartidistas en Letonia y Bielorrusia que incluyeron masacres de judíos rurales y otros civiles.
Los miembros de Pērkonkrusts que trabajaban dentro del aparato de la SD en la Letonia ocupada proporcionarían información a Celmiņš, parte de la cual incluiría en su publicación clandestina y antialemana Brīvā Latvija. Esto finalmente llevó a que Celmiņš y sus asociados fueran arrestados, y Celmiņš terminó encarcelado en el campo de concentración de Flossenbürg.

## En la Letonia actual
Un grupo radical que reivindicaba el nombre de Pērkonkrusts surgió en la década de 1990 como una organización cuyo objetivo declarado era el derrocamiento del actual gobierno insatisfactorio y el establecimiento de una "Letonia de letones". En 1995, tres exmiembros del grupo «Defensores de Rība» - Valdis Raups, Aivars Vīksniņš y Vilis Liniņš, entonces de 68 años - se unieron al artista marcial Juris Rečs para reconstituir Pērkonkrusts. Los «defensores de Rība» era un grupo escindido no registrado de la autoproclamada organización sucesora de la Aizsargi anterior a la Segunda Guerra Mundial, fundada por Jānis Rība. A los miembros del grupo se les asignaron nombres en clave, hicieron juramentos de lealtad y los miembros superiores usaron máscaras para iniciar los reclutas. La organización era explícitamente militarista y se consideraba a sí misma una "unidad de combate de Letonia" que perseguía una «lucha santa de liberación».
La ideología del grupo se caracterizó principalmente por el nacionalismo étnico y racial, el antisemitismo, el anticomunismo y se opuso al liberalismo y al libre mercado. Entre los objetivos de Pērkonkrusts estaban una Letonia donde «el letón sería el señor y amo en su patria [...] no en los de bastardos cosmopolitas de habla letona» y «la pureza racial del pueblo letón». Pērkonkrusts se ha opuesto a los «neocomunistas judíos [...] medio judíos y sus aliados [...] enemigo número uno del pueblo letón».
Los miembros de Pērkonkrusts reconstituidos intentaron tres veces bombardear el Monumento a la Victoria del Ejército Soviético. En uno de los incidentes más graves de la noche del 5 de junio de 1997, dos de los miembros murieron en la explosión. En 2000, la mayoría de los líderes de los actuales Pērkonkrusts fueron arrestados y juzgados. El grupo cesó sus actividades organizadas y fue prohibido alrededor de 2006.
En los últimos años, Igors Šiškins, uno de los líderes anteriores de la organización, ha intentado reactivar Pērkonkrusts nuevamente. Ha afirmado representar a Pērkonkrusts en varios eventos, como la conmemoración del Día Conmemorativo de los Legionarios Letones y el Día de la Victoria (9 de mayo) en Riga. El 9 de mayo de 2007, Šiškins fue detenido por llevar símbolos prohibidos en público. Šiškins fue detenido de manera similar por exhibir símbolos prohibidos el 9 de mayo de 2009. En 2006, una organización similar, el Centro Gustavs Celmiņš (Gustava Celmiņa centrs), que usaba los mismos símbolos que Pērkonkrusts y también afirmaba promover la Dievturība, se registró con Šiškins convirtiéndose en uno de sus líderes hasta que la organización fue disuelta por el Tribunal Regional de Riga en 2014.
En sus relaciones con Letonia, el Ministerio de Relaciones Exteriores de la Federación Rusa a veces menciona la historia del movimiento Pērkonkrusts como prueba de la herencia "fascista" de Letonia actual.
En 2016, el bloguero Jānis Polis informó que el propietario del antiguo sitio web de GCC está vinculado a supuestos sitios web de noticias falsas.